# Râul Șomuzul Mic, Șomuz
Râul Șomuzul Mic este un curs de apă, afluent al râului Șomuz. 